# يانيك كيتيل
يانيك كيتيل (مواليد 15 فبراير 2000) هو لاعب كرة قدم ألماني يلعب في مركز خط الوسط في نادي فرايبورغ.

## روابط خارجية
- يانيك كيتيل على موقع الاتحاد الأوربي (الإنجليزية)
- يانيك كيتيل على موقع قاعدة بيانات كرة القدم.إي يو (الإنجليزية)
- يانيك كيتيل على موقع Soccerway.com (الإنجليزية)
- يانيك كيتيل على موقع عالم كرة القدم.نت (الإنجليزية)